# کریسا
کریسا روستایی در استان ریفت والی، کنیا می‌باشد.